# 吉玛乡
吉玛乡（藏語：སྐྱེ་མ་），是中华人民共和国西藏自治区日喀则市仲巴县下辖的一个乡镇级行政单位。

## 行政区划
吉玛乡下辖以下地区：
郭地村、久贡村、差加村、南木措村和麦嘎村。